# Ludvig Skramstad
Ludvig Skramstad (født 30. december 1855 i Hamar, død 26. december 1912 i München) var en norsk landskabsmaler. 
Skramstad gik 1870 på Den Kongelige Tegneskole, havde 1871-74 friplads på Morten Müllers og Knud Bergsliens malerskole. Efteråret 1874 til efteråret 1875 var han elev hos Sophus Jacobsen på Kunstakademiet i Düsseldorf.
1886-1902 boede han i kunstnerbyen Drøbak og flyttede til München i 1902, hvor han boede til sin død i 1912.
| - Billeder af præst og amatørfotograf Hans Emil Erichsen (1842-1912) - Usikker rækkefølge: Ludvig Skramstad, Nils Collett Vogt, Regine Normann, Trygve Andersen Foto fra München før 1912 Foto: Hans Emil Erichsen, 1842-1912 - Skramstad som yngre mand Foto: Hans Emil Erichsen - Skramstad med staffeli Foto: Hans Emil Erichsen |

| - Værker af Ludvig Skramstad - Høybåt på fjorden, 1878 (Hø fragtes over fjorden) - Vinterlandskab - Fjord, 1887 - Skogsvann med ender ('Skovsø med ænder') - Flod |